# Лаврівський Іван Андрійович
Іва́н Андрі́йович Лаврі́вський  (10 вересня 1823, Лопінка, Лемківщина — 24 травня 1873, Холм) — український галицький композитор, диригент, священик УГКЦ.

## Життєпис
Народився в с. Лопінка на Лемківщині (знищене у 1946–1947 роках; тепер урочище в Підкарпатському воєводстві, Польща) у родині місцевого пароха.
Навчався спочатку в Перемишлі в хоровій школі, потім — у Греко-католицькій духовній семінарії у Львові. Музикою займався під керівництвом Вінсента Серсавія, а також регента римо-католицького катедрального собору в Перемишлі Ф. Лоренца. 1849-го висвятився і кілька років перебував на парохії в с. Лопушниця (тепер Старосамбірського р-ну Львівської обл.). Згодом переїхав до Перемишля, де обійняв посаду префекта (наставника) в духовній семінарії (1850–1854).
Керував хором дяко-учительської школи. Водночас займався композиторською діяльністю, писав музику для церковних хорів, а також світські пісні на основі літературних творів. Його пісні «Ген, ген, далеко» (на вірші П. Леонтовича), «Руська річка» для чоловічого хору (на слова Я. Головацького) і «Плач вдовиці» (на вірші А. Лажецького) відіграли важливу роль у розвитку світської музики в Галичині (критики вважають Лаврівського одним із співтворців нового композиторського стилю), місцева преса назвала його «достойним заступником Михайла Вербицького».
Адміністратор греко-католицької парохії у Кракові (1854–1861), від 1861 — парох. Видав монографію про краківську парохію, готував до друку давній рукопис про історію греко-католицької церкви, велику увагу зосереджував на культурно-просвітницькій роботі.
В 1863–1866 роках мешкав у Львові (був керівником хору Греко-католицької духовної семінарії). Писав музику для щойно створеного в Галичині професійного театру «Руська Бесіда». Однак три співогри Лаврівського не були виставлені на сцені з різних причин, зокрема політичних (відомі претензії щодо твору «Пан Довгоніс»). Упродовж 1866–1873 років мешкав у м. Холм (тепер Люблінського воєводства, Польща). За пропозицією російського уряду працював віце-ректором і професором Греко-католицької духовної семінарії, викладав теологію, літургіку й церковний спів, виконував обов'язки настоятеля катедральної парохії, був катедральним каноніком і членом консисторії, писав літургічні композиції для хорів.

## Творчість
У творчості Лаврівського переважає світська і духовна хорова музика. Елегійні настрої висловлені в жалобних псалмах, хорах «Вічная пам'ять», «Дух Святий» тощо, а також у «пейзажних» хорах «Осінь» (на вірші М. Устияновича), «До соловія», «Думка» (на слова П. Леонтовича), «Піснь прощальна» (на слова невідомого автора). Суспільне піднесення українців Галичини після «Весни Народів» 1848 надихнуло Лаврівського на такі твори, як «Гей, браття, щиро та сміло» (на вірш М. Шашкевича), «Козак до Торбана» (на слова І. Гушалевича) та ін.
Помер у м. Холм.
Духовні твори:  В пам’ять вічную, Вічная пам’ять, Достойно и праведно есть, Дух святий, Іскупил ни єси! : [Жалібний псалом], Милость мира, Многолітіє, Нас ради розп’ятого, Радуйтеся, праведнії, Святий Боже, Услиши, Господи, глас мой, Хваліте Господа з небес, [Херувимська] Ми Херувимів, Христос воскресе,  Христос родився Chrystos rodywsia, Явися благодать Божия http://jnas.nbuv.gov.ua/article/UJRN-0001466049